# 霍斯基希
霍斯基希是德国巴登-符腾堡州的一个市镇。总面积15.81平方公里，总人口741人，其中男性388人，女性353人（2011年12月31日），人口密度47人/平方公里。